# Xã East Madison, Quận Polk, Missouri
Xã East Madison (tiếng Anh: East Madison Township) là một xã thuộc quận Polk, tiểu bang Missouri, Hoa Kỳ. Năm 2010, dân số của xã này là 672 người.